# Villa Guizot
La villa Guizot est une voie du 17e arrondissement de Paris, en France.

## Situation et accès
La villa Guizot est une voie publique située dans le 17e arrondissement de Paris. Elle débute au 21, rue des Acacias et se termine en impasse.

## Origine du nom

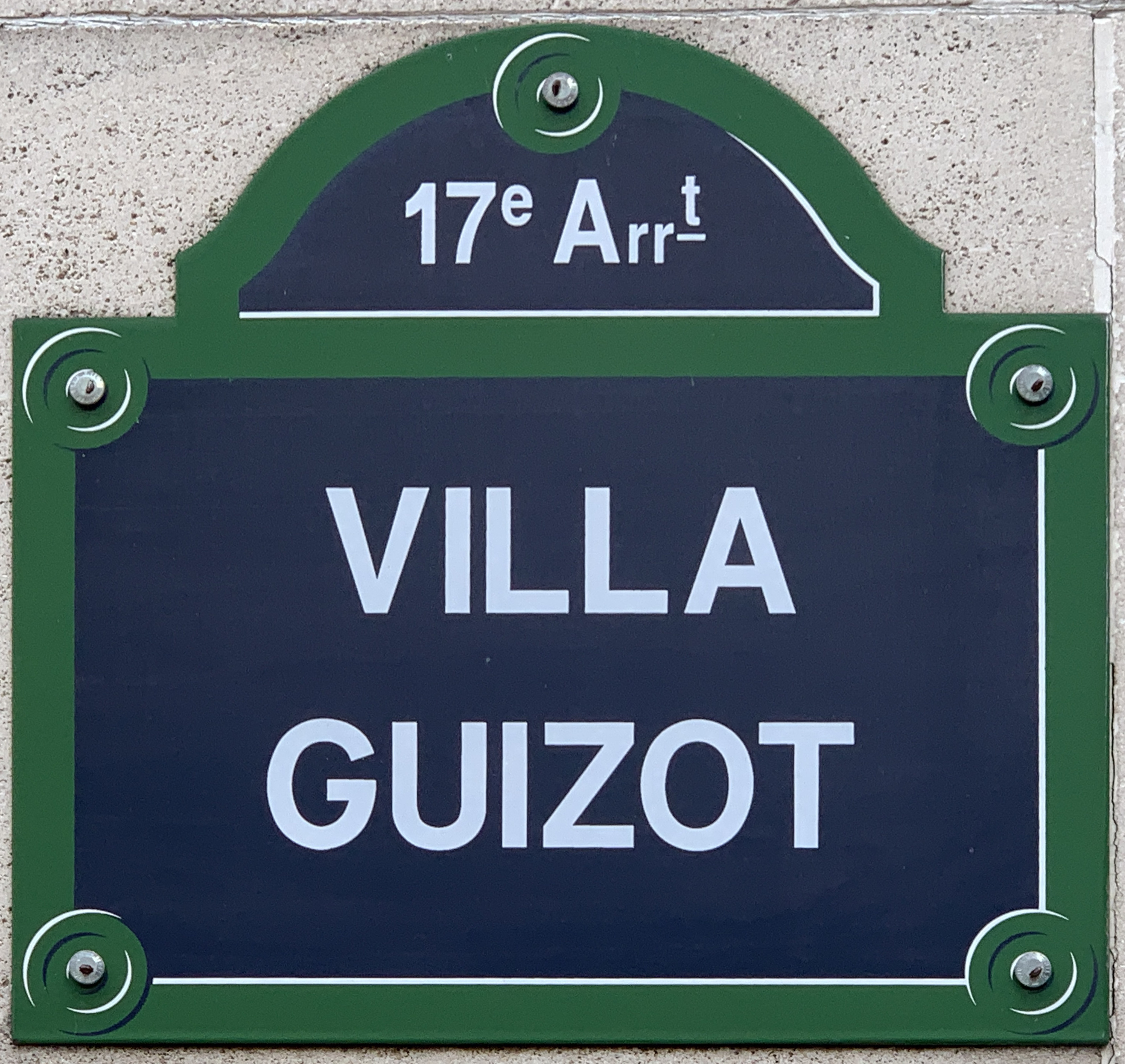
Plaque de la voie.

Elle porte le nom de l'historien et homme d'État français François Guizot (1787-1874), historien et homme d’État français.

## Historique
La voie est ouverte en 1819 sous le nom d'« impasse des Acacias » et prend sa dénomination actuelle en 1936.